# Porocyphus rehmicus
Porocyphus rehmicus är en lavart som först beskrevs av A. Massal., och fick sitt nu gällande namn av Alexander Zahlbruckner. Porocyphus rehmicus ingår i släktet Porocyphus och familjen Lichinaceae.   Inga underarter finns listade i Catalogue of Life.